# Cyclosorus boninensis
Cyclosorus boninensis är en kärrbräkenväxtart som först beskrevs av Kodama och Gen'ichi Koidzumi, och fick sitt nu gällande namn av Nakaike. Cyclosorus boninensis ingår i släktet Cyclosorus och familjen Thelypteridaceae. Inga underarter finns listade.